# Jacques d’Allonville de Louville
Jacques Eugène d’Allonville, Chevalier de Louville par Fontenelle (* 14. Juli 1671 im Château de Louville, Louville-la-Chenard bei Chartres; † 10. September 1732 in Saint-Jean-de-Braye) war ein französischer Astronom und Mathematiker.

## Leben
D’Allonville war zunächst Marineoffizier, nahm aber nach dem Frieden von Utrecht 1713 seinen Abschied und widmete sich fortan dem Studium der Astronomie. 1714 wurde er Mitglied der Académie des sciences.
Er errichtete ein Observatorium bei Orléans und veröffentlichte in den folgenden Jahren eine Reihe von Werken, bei denen er sich die Theorien Newtons zu eigen machte. Er beschäftigte sich insbesondere mit der Vorausberechnung von Finsternissen.
Bei einem Aufenthalt in England, wo er die als Halley’s Eclipse bekannte totale Sonnenfinsternis vom 3. Mai 1715 beobachtete, machte er die Bekanntschaft Newtons und wurde Mitglied der Royal Society. Seit 1714 war er Mitglied der Académie royale des sciences.
Der Mondkrater Louville ist nach ihm benannt.

## Werke
- Observations sur l’obliquité de l’écliptique, 1714
- Nouvelles tables du soleil, 1720
- Nouvelle méthode de calculer les éclipses, 1724
- Remarques sur la question des forces vives, 1721–28.